# Overige Diensten Aanbieder
Een Overige Diensten Aanbieder (ODA of ODA-dienstverlener) is in Nederland een bedrijf dat gecertificeerd is om meterstanden uit te lezen via de netbeheerder voor zogenaamde kleinverbruikmeters.
Het uitlezen van die meters kan alleen in opdracht en na toestemming (mandaat) van de gebruiker van die meter, met als doel om bijvoorbeeld de eindgebruiker inzicht te geven in diens letterlijke verbruik of meterstanden, of analyses op basis daarvan.

## Certificering
Certificering van een kandidaat-bedrijf vindt plaats door Energie Data Services Nederland (ESDN) in zijn rol als clearinghouse voor de energiemarkt en is aan technische en juridische eisen gebonden.
Het gaat hierbij om ingevoerde en aantoonbare systematiek met betrekking tot onder andere accountantsverklaringen, privacywetgeving, beveiling, P4-connectiviteit en testscenario's.
Na certificering vinden periodiek audits plaats ter verifiëring van de certificatie-eisen.

## Gedragscode
De Autoriteit Persoonsgegevens heeft in 2016 de gedragscode voor Overige Diensten Aanbieders (ODA's) goedgekeurd. ODA's die de gedragscode ondertekenen, onderschrijven hiermee privacyrichtlijnen voor het ophalen van meetgegevens uit slimme meters.
De gedragscode is door de Vereniging Meetbedrijven Nederland (VMNED) en de Vereniging Dienstenaanbieders Energiedata Kleinverbruik (VEDEK) opgesteld. De gedragscode stelt regels aan het verwerken van meetgegevens van kleinverbruikers uit slimme meters en schrijft o.a. voor dat de gecertificeerde aanbieders ondubbelzinnige toestemming aan de betrokkenen vragen voordat hun gegevens worden opgehaald en verwerkt. Particulieren hebben tevens de mogelijkheid om hun toestemming weer in te trekken. Verder mogen de persoonsgegevens alleen door medewerkers van de ODA's worden verwerkt die gezien hun taak daartoe toegang dienen te krijgen.

## Toegangspoorten P4 en P1 op de slimme meters
Overige Diensten Aanbieders krijgen toegang tot de meetgegevens via de netbeheerders, die de slimme meters via de P4-poort op afstand uitlezen. 
Voor particulieren bestaat de mogelijkheid om hun eigen gegevens uit te lezen via de P1-poort van de slimme meter, middels eigen hardware.